# The Big Bluff (film 1955)
The Big Bluff è un film del 1955, diretto da W. Lee Wilder.

## Trama
Ricardo De Villa è un dongiovanni sempre a caccia di denaro per fare la bella vita assieme all'amante Fritzi Darvel. La giusta occasione è rappresentata da Valerie Bancroft, una giovane ereditiera che però è anche malata terminale.
Ricardo ha gioco facile e nonostante i dubbi di familiari e amici riesce a sposare Valerie adoperandosi per riuscire a diventare suo erede universale.